# Autoridad de Radiodifusión de Israel
La Autoridad de Radiodifusión de Israel (en hebreo, רָשׁוּת הַשִּׁדּוּר, Rashut Hashidur; en inglés, Israel Broadcasting Authority), también conocida por las siglas IBA, fue la radiodifusora pública del Estado de Israel desde 1965 hasta 2017. Con origen en la radio Kol Israel, inaugurada tras la independencia israelí en 1948, el parlamento israelí constituyó el grupo el 6 de junio de 1965.
A partir del 15 de mayo de 2017 fue reemplazada por la Corporación de Radiodifusión Israelí, más conocida por la marca «Kan».

## Historia

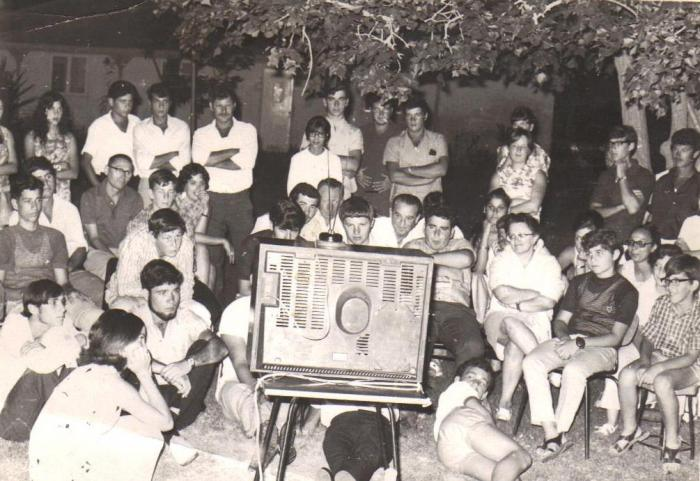
Los residentes de un kibutz se reúnen para ver la televisión israelí (1968).

Aunque la Autoridad de Radiodifusión de Israel fue creada en 1965, el Estado de Israel cuenta con medios de comunicación desde su nacimiento como estado. La radio Kol Israel («La Voz de Israel») comenzó a finales de 1947 y estaba plenamente operativa para ofrecer en directo la lectura de la declaración de independencia del 14 de mayo de 1948. La nueva empresa pudo funcionar desde el primer día al haber asumido las instalaciones del Servicio de Radiodifusión de Palestina, creado durante el mandato británico en 1936.
En marzo de 1950 se puso en marcha la emisora internacional Kol Zion La Golah («La voz de Sion a la diáspora»), dirigida a toda la comunidad judía. En 1957 la radio israelí fue aceptada como miembro activo de la Unión Europea de Radiodifusión. La decisión no estuvo exenta de polémica y motivó que las radiodifusoras de Egipto y Siria, con gobiernos enfrentados a Israel, se retirasen en señal de protesta.
Con cada vez una mayor implantación en el territorio nacional, el Knéset aprobó el 6 de junio de 1965 la creación de una autoridad independiente para asumir los medios de comunicación públicos, la Autoridad de Radiodifusión de Israel (IBA por sus siglas en inglés). El 2 de mayo de 1968 comenzaron las emisiones del primer canal de televisión.
Israel fue uno de los últimos países en implantar la televisión en color. Cuando surgió la posibilidad en los años 1970, el gobierno israelí consideró que importar nuevos televisores sería negativo para la economía del país, así que estableció una práctica conocida como «mekhikon» (מחיקון) que eliminaba la señal en color de los programas bajo ese sistema. Las únicas retransmisiones de aquella época que se grabaron en color fueron la visita oficial de Anwar el-Sadat en 1977 y el Festival de la Canción de Eurovisión 1979. Finalmente, en 1981 se permitió el color y para 1983 ya estaba extendido en toda la programación.
La IBA mantuvo el monopolio de la radiotelevisión israelí hasta 1990, cuando el gobierno aprobó la creación de una Segunda Autoridad de Radiodifusión para un canal de televisión comercial (Canal 2) y la irrupción de la televisión por cable y satélite. Ante ese escenario, la IBA se concentró en desempeñar un papel de servicio público, apostando por la información y los acontecimientos especiales.

### Desaparición

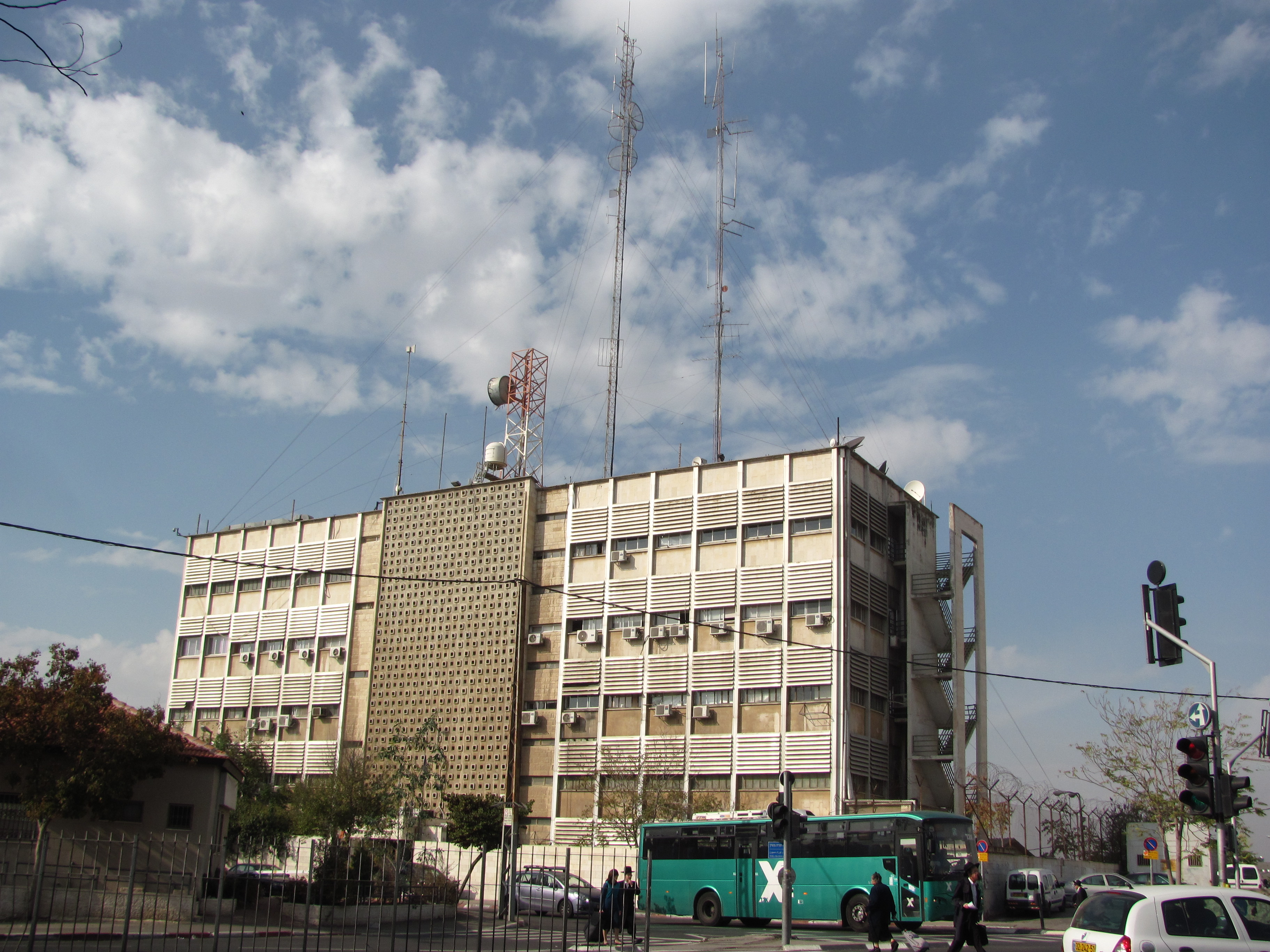
Sede de la IBA en Jerusalén.

La situación económica de la IBA empeoró ya entrada la década de 2010. El gobierno de Benjamín Netanyahu logró el apoyo del Knéset en 2014 para reformar los medios públicos, mediante el cierre de la actual IBA y su reemplazo por una nueva empresa pública que asumiría radio, televisión, multimedia y el archivo de programas. Además, se eliminó el impuesto directo para mantener la radiodifusión pública.
Después de meses de negociaciones y retrasos sobre la fecha inicial, prevista inicialmente en 2016, el gobierno israelí decretó el cierre de la IBA para el 13 de mayo de 2017. En su lugar nació una nueva empresa pública, la Corporación de Radiodifusión Israelí («Kan», en su nombre comercial) que iniciaría sus emisiones el 15 de mayo. Los servicios informativos cesaron su actividad el 9 de mayo, mientras que el último programa ofrecido por la casa fue la final del Festival de la Canción de Eurovisión 2017. A las 1:49 (UTC +2) del 14 de mayo, el primer canal dejó de emitir.

## Servicios
En el momento de su cierre, la radiotelevisión israelí IBA gestionaba los siguientes canales:

### Radio
- Reshet Alef: Programación generalista y cultural.
- Reshet Beit: Actualidad e información en directo.
- Reshet Gimel: Música israelí
- Reshet Dalet: Radio en árabe palestino.
- Reshet Hei: Radio en idioma persa. Funcionaba como franja independiente de la cadena internacional.
- Reka (Voz de Israel): Emisora para los inmigrantes de Israel. Emite en 13 idiomas, aunque la mayoría de los programas son en idioma ruso.
- 88 FM: Especializada en música contemporánea israelí e internacional.
- Kol Ha-musika: Emisora de música clásica.
- Reshet Moreshet: Radio dedicada a la comunidad judía ortodoxa.

### Televisión

Logo del Canal 1.

La IBA gestionaba dos canales de televisión:
- Canal 1 (Aruts 1, הערוץ הראשון - He'aruts Harishon): Programación generalista y de servicio público que emitía en hebreo. Disponía de señal en alta definición.
- Canal 33 (Aruts 33): Canal fundado en 1994 que emitía en árabe palestino. Ofreció las sesiones del Knéset hasta que en 2004 se creó un canal parlamentario.

El Canal 1 y el Canal 33 compartían frecuencia con el Canal Educativo (IETV), gestionado por el ministerio de Educación en vez de por la IBA. La Corporación de Radiodifusión Israelí unificó la gestión de esos servicios.